# Alan Eustace
Robert Alan Eustace född 1956, är en amerikansk fallskärmshoppare, pilot och tidigare Senior Vice President på IT-företaget Google.
Alan Eustace slog Felix Baumgartners fallskärmsrekord från 2012 då han i New Mexico, 25 oktober 2014 hoppade från en heliumballong 41 419 meter över jordens yta och under fallet kom han upp i en hastighet på 1 321 kilometer i timmen. Hans hopp var en del av ett projekt för att undersöka stratosfären över 30 000 meter.

De tidigare rekorden satta av Joseph Kittinger 1960, och Felix Baumgartner 2012, utfördes de hoppen från en typ av rymdkapsel, men Alan Eustace lyftes upp enbart i sin rymddräkt kopplad till ballongen.

## Galleri

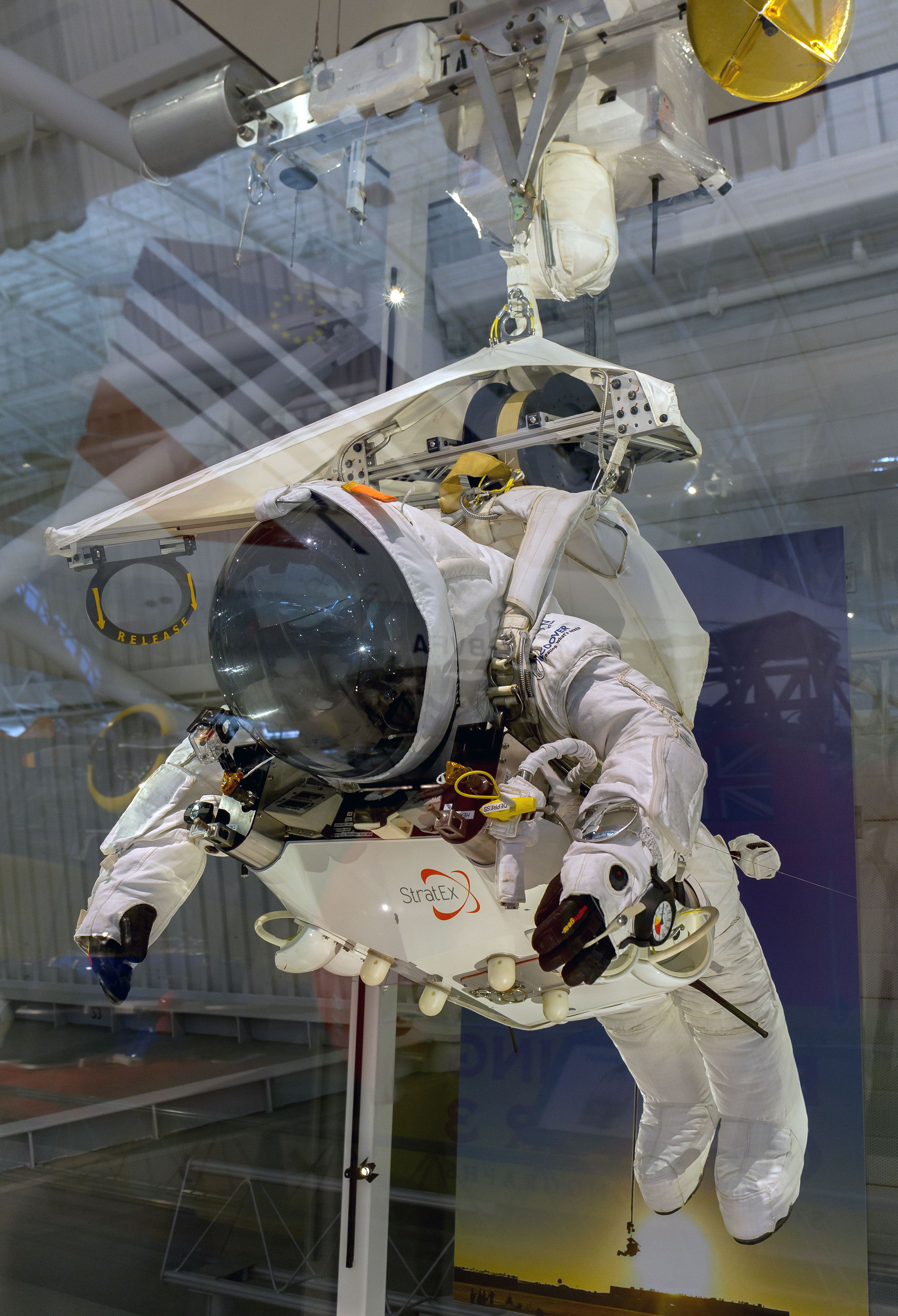
Alan Eustace hoppdräkt utställd på Udvar-Hazy Center